# TV-teater i Sverige – Spelåret 1966/67

## Taluppsättningar spelåret 1966/67
| Titel                                      | Datum             | Manus                             | Regissör            | I rollerna (urval)                         | Övrigt                                                                          |
| ------------------------------------------ | ----------------- | --------------------------------- | ------------------- | ------------------------------------------ | ------------------------------------------------------------------------------- |
| Nog minns vi dig                           | 1966-09-04        | Clive Exton                       | Stig Törnroos       | Olof Widgren, Marianne Stjernqvist         | TV-pjäs                                                                         |
| Tartuffe                                   | 1966-09-19        | Molière                           | Hans Dahlin         | Gunn Wållgren, Olof Widgren m.fl.          | Komedi                                                                          |
| Hörru Joe                                  | 1966-09-21        | Samuel Beckett                    | Kurt-Olof Sundström | Björn Berglund, Marianne Stjernqvist       | TV-pjäs                                                                         |
| Nidingen                                   | 1966-10-03        | Lars Ardelius                     | Stig Törnroos       | Marianne Stjernqvist, Peter Schildt m.fl.  | TV-spel                                                                         |
| Mattan                                     | 1966-10-16        | Werner Aspenström                 | Lars Löfgren        | Olof Bergström, Marianne Stjernqvist m.fl. |                                                                                 |
| I afton bönemöte                           | 1966-10-24        | Gunnar E. Sandgren                | Johan Bergenstråhle | Tina Hedström, Marianne Stjernqvist m.fl.  |                                                                                 |
| Borgmästaren                               | 1966-10-31        | Gert Hofman                       | Eva Sköld           | Halvar Björk, Betty Tuvén m.fl.            |                                                                                 |
| Operation Argus Serie i 5 avsnitt          | 1966-10-- 1966-11 | Kjell Forsting och Arvid Rundberg | Håkan Ersgård       | Ove Tjernberg, Christina Schollin m.fl.    |                                                                                 |
| Patrasket                                  | 1966-11-13        | Hjalmar Bergman                   | Jan Molander        | Per Oscarsson, Tina Hedström m.fl.         | Komedi                                                                          |
| Tupp tupp men ingen höna                   | 1966-11-28        | Lewis John Carlino                | Kurt-Olof Sundström | Marianne Stjernqvist, Ingvar Kjellson      | Pjäs                                                                            |
| Lektionen                                  | 1966-12-12        | Eugène Ionesco                    | Bengt Lagerkvist    | Heinz Hopf, Marianne Wesén m.fl.           | Absurditet                                                                      |
| Den andre                                  | 1966-12-19        | Bosse Gustafson                   | Kåre Santesson      | Ulla Smidje, Torsten Lilliecrona m.fl.     | TV-pjäs                                                                         |
| Trettondagsafton                           | 1967-01-05        | William Shakespeare               | Hans Dahlin         | Bibi Andersson, Ove Tjernberg m.fl.        | Lustspel                                                                        |
| OBS! Sammanträde pågår                     | 1967-01-08        | P. C. Jersild                     | Bengt Lagerkvist    | Monica Nielsen, Gösta Ekman m.fl.          | TV-pjäs                                                                         |
| Kaliber 765                                | 1967-01-18        | Lennart F Johansson               | Lars Löfgren        | Rolf Lundman, Sören Gehlin m.fl.           | TV-spel om våld                                                                 |
| Förrädare mördare                          | 1967-01-23        | Clas Engström                     | Håkan Ersgård       | Hans Wigren, Pia Rydvall m.fl.             |                                                                                 |
| Fadren                                     | 1967-01-30        | August Strindberg                 | Keve Hjelm          | Erik Hell, Gunn Wållgren m.fl.             |                                                                                 |
| Mannen som blev bjuden på sömnmedel        | 1967-02-13        | Staffan Beckman                   | Johan Falck         | Herman Ahlsell, Bertil Norström m.fl.      | TV-pjäs                                                                         |
| Grannar                                    | 1967-03-02        | James Saunders                    | Yngve Nordwall      | Lennart Lundh, Doris Svedlund              |                                                                                 |
| Kvinnobilder                               | 1967-03-13        | Sandro Key-Åberg                  | Christian Lund      | Gerd Hagman, Annika Tretow m.fl.           | Konst i tre kvinnoporträtt                                                      |
| Drottningens juvelsmycke Serie i 3 avsnitt | 1967-03-- 1967-04 | Carl Jonas Love Almqvist          | Bengt Lagerkvist    | Per Oscarsson, Mimmo Wåhlander m.fl.       |                                                                                 |
| Candida                                    | 1967-03-26        | George Bernard Shaw               | Jan Molander        | Olof Bergström, Gunn Wållgren m.fl.        | Äktenskapskomedi                                                                |
| Tågarp - Hälsingborg                       | 1967-04-10        | Sandro Key-Åberg                  | Jan Hemmel          | Per Olof Eriksson, Halvar Björk m.fl.      | TV-spel                                                                         |
| Onkel Vanja                                | 1967-04-17        | Anton Tjechov                     | Johan Bergenstråhle | Tore Lindwall, Gunnel Lindblom m.fl.       | Scener ur livet på landet                                                       |
| Picknick på slagfältet                     | 1967-05-01        | Fernando Arrabal                  | Stig Törnroos       | Nalle Knutsson, Anders Hongelin m.fl.      |                                                                                 |
| Moderskärlek                               | 1967-05-08        | August Strindberg                 | Eva Sköld           | Agneta Prytz, Nadja Witzansky m.fl.        | Komedi                                                                          |
| Första varningen                           | 1967-05-08        | August Strindberg                 | Eva Sköld           | Carl-Hugo Calander, Lili Landre m.fl.      | Komedi                                                                          |
| De löjliga preciöserna                     | 1967-05-14        | Molière                           | Kurt-Olof Sundström | Stig Grybe, Rune Ottoson m.fl.             | Komedi. Musik: Sven-Erik Johansson                                              |
| Gengångare                                 | 1967-05-22        | Henrik Ibsen                      | Hans Dahlin         | Gunn Wållgren, Per Oscarsson m.fl.         | Drama                                                                           |
| Käre lögnare                               | 1967-05-08        | Jerome Kilty                      | Jan Molander        | Stig Järrel, Gerd Hagman                   | Brevkomedi byggd på breven mellan George Bernard Shaw och Mrs. Patrick Campbell |
| Mördarligan                                | 1967-06-14        | Henrik Tikkanen                   | Stig Törnroos       | Gösta Ekman, Helena Reuterblad m.fl.       | Finlands-svensk fars                                                            |
| Marknadsafton                              | 1967-06-23        | Vilhelm Moberg                    | Per Sjöstrand       | Olof Bergström, Emy Storm m.fl.            | Lustspel                                                                        |
| Vår i september                            | 1967-07-03        | Jean-Jacques Bernard              | Gustaf Molander     | Gerd Hagman, Pia Rydvall m.fl.             |                                                                                 |